# 百草广场

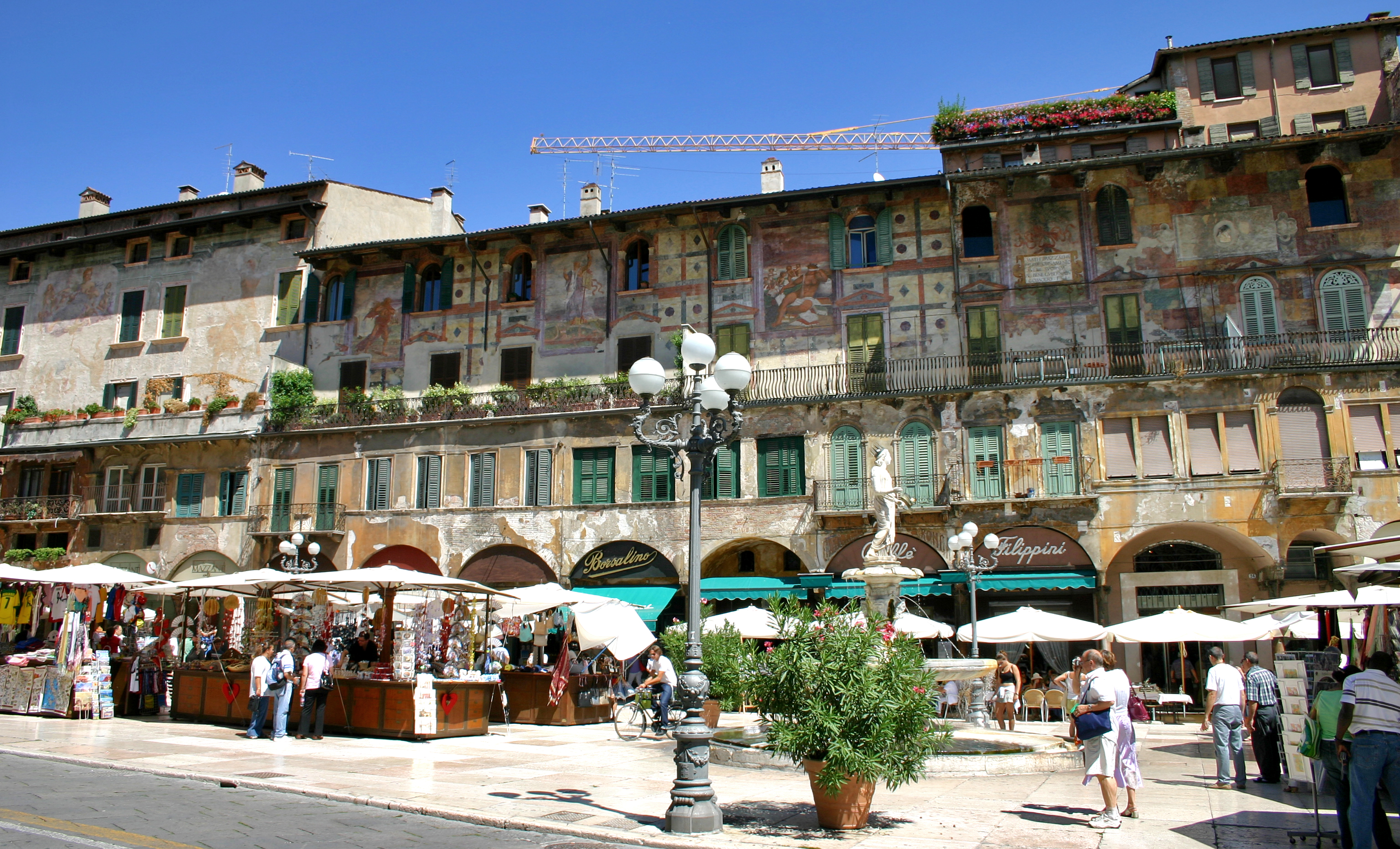
广场

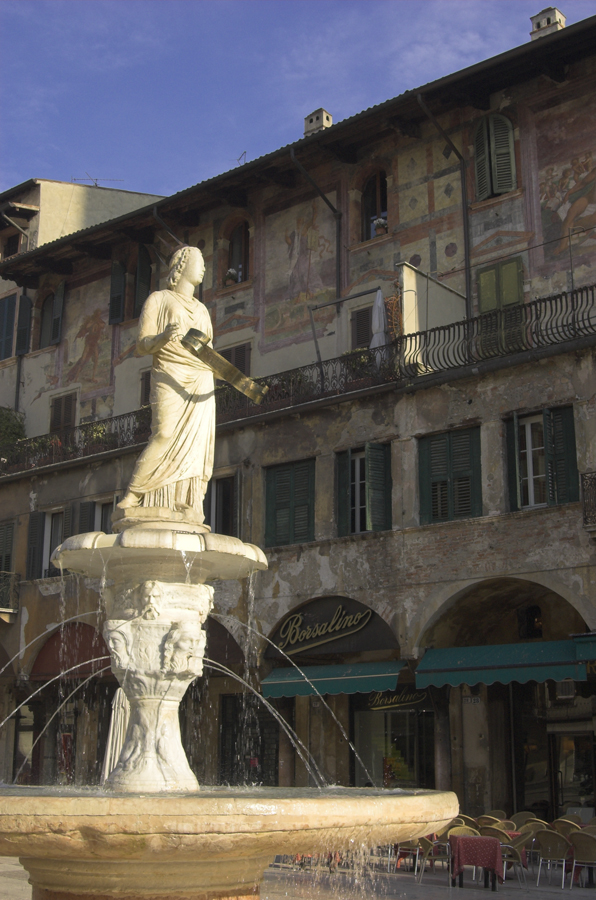
喷泉

百草广场（Piazza delle Erbe）是意大利北部城市维罗纳的一个广场. 始于罗马帝国时期。
广场的北侧是古老的市政厅，朗贝尔蒂塔（Torre dei Lamberti），法院（Casa dei Giudici）、和马赞蒂（Mazzanti）家。西侧是巴洛克式的马费宫（Palazzo Maffei），装饰着希腊神像，白色大理石柱上是威尼斯共和国的标志圣马可狮。  
面向广场的众多建筑物一直保持着外墙壁画。广场南侧是商人之家（Casa dei Mercanti），现在设有维罗纳人民银行（Banca Popolare di Verona）。
广场上最古老的建筑是喷泉，雕塑名为维罗纳圣母（Madonna Verona），其实是公元380年的罗马雕塑。集市柱（capitello）可追溯到13世纪。
45°26′35″N 10°59′50″E / 45.44306°N 10.99722°E